# Abbé Pierre
L'Abbé Pierre (pastoor Pierre), OFM Cap, echte naam Henri Antoine Grouès (Lyon, 5 augustus 1912 – Parijs, 22 januari 2007) was een Franse rooms-katholiek priester. Hij is de stichter van de Emmaus-beweging die als doel heeft de armen en daklozen te helpen. Zijn pseudoniem dateert uit de Tweede Wereldoorlog, toen hij in het Franse verzet zat.

## Leven en werk

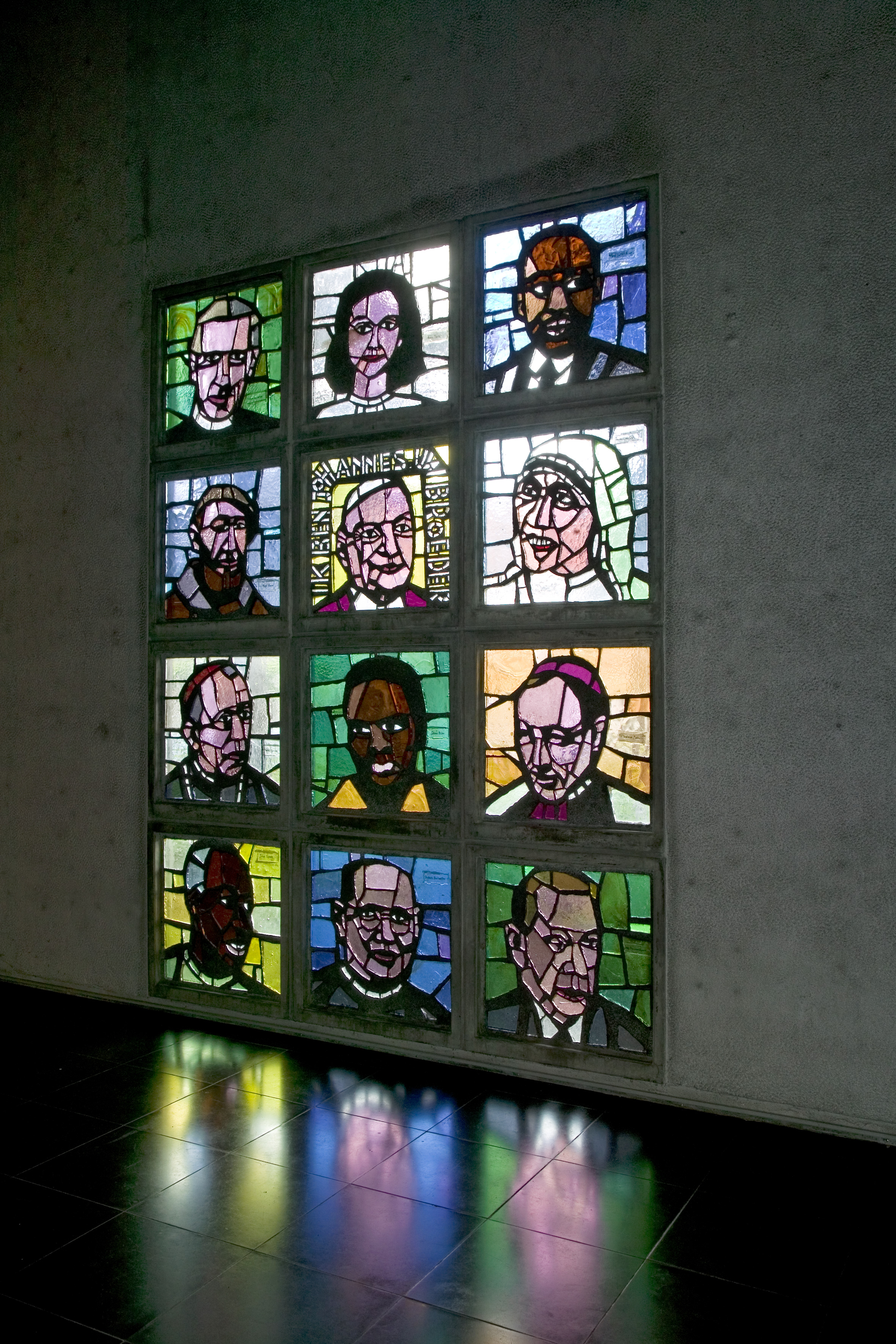
Abbé Pierre (tweede rij links) als moderne heilige in de Sint-Annakerk (Heerlen)

Hij trad in 1930 in bij de kapucijnen en werd in 1938 tot priester gewijd. Om gezondheidsredenen verliet hij een jaar later de zeer strenge en veeleisende orde en werd seculier priester van het bisdom Grenoble. Als kapelaan in Grenoble hielp hij Joden en verzetsstrijders in de Tweede Wereldoorlog met onderduiken en bij hun vluchtpogingen. Hij werd tweemaal gearresteerd en vluchtte in 1944 naar Noord-Afrika, waar hij dienstdeed als aalmoezenier bij de Vrije Franse marine. De Vrije Fransen werden geleid door Charles de Gaulle. Hij was van 1945 tot 1951 lid van het Franse parlement, eerst voor de Mouvement républicain populaire en daarna voor de Ligue de la Jeune République. Hij hielp in Parijs slachtoffers van de koude winter van 1954 en investeerde zijn inkomen in de huisvesting voor daklozen, ook in Parijs.
In 1996 kwam Abbé Pierre in opspraak omdat hij steun betuigde aan de voormalig linkse filosoof en latere Holocaustontkenner Roger Garaudy met wie hij bevriend was. Israëlische lobbygroepen beschuldigden Abbé Pierre zelfs van antisemitisme, hoewel hij in de oorlog zijn leven had gewaagd voor joden. Enige Franse kranten bekritiseerden hierop de Israëlische lobby.
Bij de verkiezing van de Grootste Fransman, Le Plus Grand Français de tous les temps, werd hij op de derde plaats verkozen. 
Abbé Pierre overleed op 94-jarige leeftijd aan een longontsteking.

## Onderzoek naar seksueel misbruik
Emmaüs International, Emmaüs France en de Fondation Abbé Pierre publiceerden in juli 2024 een onderzoek waarin zeven vrouwen getuigden van seksuele intimidatie en ongewenste aanrakingen in de periode van 1970 tot 2005. Een van de vrouwen was destijds acht jaar oud. Icoon Abbé Pierre was op weg naar heiligverklaring, maar na een tweede rapport in september 2024 nam paus Franciscus definitief afstand van hem. Dit rapport meldde dat hij minstens twee dozijn vrouwen had lastiggevallen of aangerand. In januari 2025 verscheen een derde rapport waarin er onder andere een negenjarige jongen als slachtoffer werd aangewezen; ook zijn er beschuldigingen van incest.

## Belangrijke gebeurtenissen
| Jaar        | Biografie |
| ----------- | --- |
| 1918        | Leerling op de jezuïtische lagere en middelbare school in Lyon. |
| 1931        | Ziet af van zijn deel in de familie-erfenis en verdeelt wat hij bezit onder verschillende charitatieve doelen. Treedt toe tot de orde van de kapucijnen onder de naam broeder Philippe. Heeft zijn eerste ontmoeting met pater Henri de Lubac, professor in de theologie en latere kardinaal. |
| 1938        | Wijding tot priester op 24 augustus. |
| 1939        | Vanwege zijn zwakke gezondheid verlaat hij de orde van de minderbroeders-kapucijnen en wordt seculier priester in het bisdom Grenoble. Wordt benoemd tot kapelaan in de Saint-Josephbasiliek in Grenoble, Frankrijk. |
| 1939 – 1940 | Gemobiliseerd als officier in de Alpen en de Elzas. Lijdt aan pleuritis. |
| 1940 – 1941 | Herstel van pleuritis. Kapelaanschap in het ziekenhuis in La Mure (Isère, Frankrijk). |
| 1941 – 1942 | Kapelaanschap in het openbare weeshuis in La Côte-Saint-André (Isère). |
| 1942        | Juni: door de bisschop benoemd tot priester in de kathedraal van Grenoble. De dag na de arrestatie van Joden in het Parijse Vélodrome d'Hiver door de Franse politie, neemt Abbé Pierre Joden op. Hij organiseert een workshop om valse identiteitspapieren te maken en helpt Joden de grens naar Zwitserland over. November: samen met een ander lid van het Franse verzet helpt hij de verlamde jongste broer van generaal De Gaulle en diens vrouw de Zwitserse grens over. Hij opent in de Chartreuse een vluchtelingenkamp voor jonge onderduikers die Arbeitseinsatz in Duitsland weigeren. Eind van het jaar: derde ontmoeting met pater De Lubac, die hem een vertrouwenspersoon aanbeveelt, die in staat is geheimen te bewaren en een spiritueel leven kent: Lucie Coutaz. Zij denkt twee dagen na over het verzoek van pater De Lubac en stemt er dan in toe Abbé Pierres collega te worden. Dit is het begin van 39 jaar samenwerking, waarin Lucia Coutaz later medeoprichter van Emmaus werd. |
| 1942 – 1944 | Gaat ondergronds: neemt deel aan het verzet en start verzetsgroepen die vanuit Chartreuse naar de streek Vercors gaan en daar deel uitmaken van de “Armée de Vercors”. |
| 1943        | Op een van de voor het verzet meest kritieke momenten houdt Abbé Pierre zijn eerste hongerstaking, voor een week, in La Grave (Isère). |
| 1944        | Mei: gearresteerd door Duitse soldaten in Cambo-les-Bains (Pyreneeën). Ontsnapt, reist Spanje door en vanaf Gibraltar naar Algiers. 17 juni: eerste ontmoeting met generaal De Gaulle in Algiers. |
| 1944 – 1945 | Kapelaan in de Naval Academie in Casablanca, daarna directeur van het Zeemanshuis in Parijs. |
| 1945 – 1951 | Parlementslid. Voorzitter van het bestuur van de World Federalist Movement, gedurende vier jaar. Start van de Emmaus Internationale Jeugdherberg in Neuilly-Plaisance, Frankrijk, met als doel de jeugd van Europese landen te verzoenen. |
| 1945        | Historische ontmoeting bij Abbé Pierre thuis tussen pater en wetenschapper Teilhard de Chardin en filosoof Berdjajev. Door taalmoeilijkheden loopt de ontmoeting op niets uit, de twee kunnen onvoldoende communiceren. |
| 1948        | Ontmoeting met Albert Einstein, bij de Princeton-universiteit in de Verenigde Staten. Abbé Pierre, die daarvoor een Federalistische conventie in Minneapolis had voorgezeten, had een beroemd geworden gesprek met Einstein over 'de drie explosies'. Ontmoeting in Parijs met Habib Bourguiba, ondergronds activist voor de onafhankelijkheid van Tunesië. Abbé Pierre probeert hem ervan te overtuigen dat deze te bereiken is zonder oorlog. In 1956 zal dat ook gebeuren. |
| 1949        | Doet, samen met André Philippe, een wetsvoorstel om gewetensbezwaren te erkennen. Start met het (vaak illegaal) bouwen van noodwoningen voor dakloze gezinnen. Hij neemt een dakloze man in huis, dit markeert het begin van de eerste Emmaus-communauteit (Neuilly-Plaisance, Frankrijk). |
| 1949 – 1954 | Oprichting van meer nieuwe Emmaus-communauteiten. Acties om families zonder woning te helpen. |
| 1954        | “Oproep om goed te doen” in Parijs en in de provincies. Tijdens de zeer koude winter vraagt Abbé Pierre het parlement om 1 miljard francs, wat in eerste instantie wordt geweigerd. Drie weken later neemt het parlement unaniem het besluit 10 miljard francs vrij te maken voor de onmiddellijke bouw van 12.000 noodwoningen voor de armsten in heel Frankrijk. |
| 1955        | Reis naar de Verenigde Staten en Canada. Ontmoeting in The Oval Office met President Eisenhower. Abbé Pierre geeft hem de Engelse versie van het boek “Abbé Pierre en de Voddenrapers van Emmaus”, geschreven door Boris Simon. Ontmoeting met de Marokkaanse koning Mohammed V, die eerder de kroonprins naar Frankrijk had gestuurd om drie dagen lang het werk van Emmaus te bekijken. De koning vraagt Emmaus iets te ondernemen om de sloppenwijken in Marokko te helpen. Abbé Pierre zendt twee vrijwilligers naar Marokko van het IRAMM, Institut de Recherche et d’Action contre la Misère dans le Monde, dat hij kort tevoren opgericht had. Drie maanden later vraagt Abbé Pierre om een nieuwe ontmoeting met de koning. Hij vertelt hem dat verbetering van de sloppenwijken in de steden niet de goede weg is. Dat zou talentvolle jonge mensen van het platteland naar de stad trekken en dus aan het platteland onttrekken. |
| 1957 – 1958 | Op verzoek reizen naar Nederland, Portugal, Oostenrijk, India. Opname in het ziekenhuis in Genève, herstel in Haute-Savoie, Frankrijk. Tijdens de ziekte van Abbé Pierre verandert IRAMM van naam. Het woord Misère wordt in arme landen als vernederend ervaren. De nieuwe naam werd Institut de Recherche et d’Application des Méthodes de Développement. Onder deze naam werken teams gedurende vele jaren in landelijke gebieden in Marokko, later ook in andere landen. Ontmoeting met Nehru in India. Bij dit gesprek is Indira Gandhi als tolk aanwezig. Gedurende drie dagen en nachten vergezelt Abbé Pierre Vinoba Bave op een mars voor niet-gewelddadige landhervormingen in de Indiase staat Gujarat. Vinoba Bave is hindoe en een goede vriend van Mahatma Gandhi. |
| 1958 – 1959 | Bezoeken aan nieuwe Emmaus-communauteiten in de Scandinavische landen en in Zuid-Amerika: Argentinië, Chili, Colombia, Ecuador en Peru. Tijdens zijn eerste reis naar Argentinië ontvangt Abbé Pierre een krantenbericht en een telegram van de minister van Onderwijs in Peru, Paco Miro Quesada, vanuit Lima. In het telegram staat: “Abbé Pierre, we need you.” In Colombia treedt Pater Camilo Torres, studentenpastor, op als tolk voor Abbé Pierre. Hij neemt Abbé Pierre in vertrouwen over de gewetensconflicten waarin hij als christen voortdurend verkeert. In Ecuador ontmoet Abbé Pierre mgr. Leonidas Poaño, bisschop van Riobamba, ook de 'Bisschop van de Indianen' genoemd. |
| 1959        | Eerste bezoek aan Libanon. Lezing voor de Libanese Kring in Beiroet over het thema “Libanon, land van het bewijs”: het bewijs dat religie liefde is en liefde kan beleid worden. Als de religie niet langer liefde is, kan ze de politiek ruïneren. Na deze lezing wordt de “Oase van Hoop”, de Emmaus-communauteit in Beiroet, opgericht. |
| 1959 – 1965 | Lezingen bij Emmausgroepen in Frankrijk. Reizen naar groepen in Gabon, Senegal, Duitsland, Italië, Canada, Japan, Korea, Rwanda, Indonesië. |
| 1962        | Pasen: drie maanden verblijf in Béni-Abbès, bij volgelingen van Charles de Foucauld. |
| 1963        | Schipbreuk van de “Ciudad de Asunción” op de Rio de la Plata (Argentinië). Abbé Pierre wordt aanvankelijk dood verklaard. Als duidelijk wordt dat hij nog leeft, roepen Emmausgroepen van over de hele wereld op om een internationaal verband tussen de groepen in het leven te roepen. Abbé Pierre besluit de eerste wereldvergadering te houden. |
| 1969        | Eerste wereldvergadering van Emmaus Internationaal in Bern, Zwitserland. Tijdens de vergadering wordt het Universeel Manifest van de Emmausbeweging aanvaard. |
| 1971        | Tweede wereldvergadering van Emmaus Internationaal in Montreal, Canada. De statuten worden aangenomen door 95 Emmausgroepen uit 20 landen. Tien miljoen Bengaalse vluchtelingen trekken naar India. De politieke rivaal van Indira Gandhi, Jayaprakam Narayan, roept 50 sleutelfiguren vanuit de hele wereld naar Delhi voor een symposium. Frankrijk wordt vertegenwoordigd door Abbé Pierre en Daniel Meyer, voorzitter van het Verbond voor de Rechten van de Mens. Abbé Pierre heeft opnieuw een ontmoeting met Indira Gandhi, premier van India, en introduceert het idee om Franse steden aan Bengaalse vluchtelingenkampen te verbinden om samen te werken. Hij roept hiertoe de 38.000 burgemeesters in Frankrijk op. Hieruit ontstaat een unie, die later met andere organisaties op zal gaan in Peuples Solidaires. De eerste fair trade winkel van Artisans du Monde ontstaat uit deze samenwerking in Parijs, waartoe Abbé Pierre een belangrijke bijdrage levert. |
| 1974        | Derde wereldvergadering van Emmaus Internationaal in Parijs. |
| 1975        | Onderscheiden met de Gouden Albert Schweitzer penning. |
| 1979        | Vierde wereldvergadering van Emmaus Internationaal in Aarhus, Denemarken. |
| 1981        | Onderscheiden, in de rang van officier in het Legioen van Eer, voor zijn werk voor de mensenrechten. |
| 1984        | Begin van de voedselbank in Frankrijk, door Emmaus, de Katholieke Hulp en het Leger des Heils. Vijfde wereldvergadering van Emmaus Internationaal in Namen, België. Aktie Kerstmis van de Liefdadigheid, samen met de krant France-Soir. 26 mei tot 3 juni Hongerstaking in de kathedraal van Turijn in verband met de affaire Mulinaris. In Italië worden ongeveer duizend mensen opgepakt op verdenking van terrorisme. Velen van hen zijn onschuldig en één daarvan, Vanni Mulinaris, is een bekende van een familielid van Abbé Pierre. Drie jaar lang probeert hij Mulinaris en anderen die zonder proces gevangen zitten vrij te krijgen. Hij spreekt hierover met de Italiaanse president, de premier, de minister van Justitie en de paus en organiseert talloze publieke bijeenkomsten. Na drie jaar gevangenschap zonder proces doet Mulinaris een statement naar de pers: hij wil of een proces of de dood. Abbé Pierre start zijn hongerstaking met goedkeuring van de kardinaal van Milaan, mgr. Carlo Maria Martini, die hem schrijft: “Dank u voor de moed, die niemand anders heeft opgebracht, om mensen weer hoop te geven tijdens de periode waarin ze wachten op het proces waar ze recht op hebben”. Vanni Mulinaris werd later onschuldig bevonden. |
| 1986        | Opvoering van “Mystère de la Joie”, een religieus toneelstuk, geschreven door Abbé Pierre, in Parijs en daarna in heel Frankrijk. |
| 1987        | December: benoemd to Commandeur van het Legion d’Honneur, vanwege zijn werk voor een goede huisvesting. |
| 1988        | Zesde wereldvergadering van Emmaus Internationaal in Verona, Italië. Er wordt een brief geschreven aan het Internationaal Monetair Fonds om het probleem van de internationale schulden van Ontwikkelingslanden aan de orde te stellen. Oprichting van de stichting Abbé Pierre, voor huisvesting van minder bedeelden. |
| 1989        | De film Hiver ‘54, Winter ’54 wordt uitgebracht. 1990 Mede-initiatiefnemer van de Bessonwet, om te komen tot huisvesting van kansarme mensen. Start van een campagne voor democratische vernieuwingen in Benin. Dit leidt onder meer tot een ontmoeting met de Franse president François Mitterrand, om dit pleidooi toe te lichten. |
| 1991        | Reizen naar Burkina Faso, Libanon, Argentinië, Chili, Uruguay en Canada. Tijdens de Golfoorlog schrijft Abbé Pierre brieven aan George Bush en Saddam Hussein om hen tot vrede op te roepen. Pasen: hongerstaking in de Sint-Jozefkerk in Parijs, samen met mensen die geen asielrecht hebben gekregen. Abbé Pierre schrijft daaraan voorafgaand een brief aan de premier en vier betrokken ministers, die daags daarna een bemiddelaar aanstellen. Het resultaat van deze actie is teleurstellend: slechts 400 van de 12.000 asielzoekers om wie het gaat, krijgen een verblijfsvergunning. Zomer: steun aan 102 families die op de Quai de la Gare in Parijs hun tenten opzetten, waarbij ook andere vooraanstaanden hun steun geven. Namens deze mensen benadert Abbé Pierre de betrokken ministers, de regionale overheid en het stadsbestuur van Parijs. Abbé Pierre uit zijn bezorgdheid over de Harkis (Algerijnse soldaten in het Franse leger) en de Algerijnen van de tweede generatie in Frankrijk, die hard getroffen worden door werkloosheid. 24 augustus: ontmoeting met de Dalai Lama in Dordogne, Frankrijk. |
| 1992        | September: zevende wereldvergadering van Emmaus Internationaal in Keulen, Duitsland. |
| 1996        | September: achtste wereldvergadering van Emmaus Internationaal in Parijs, in het gebouw van Unesco. Emmaus Internationaal bestaat nu uit bijna 350 groepen in 42 landen. |
| 1998        | 24 augustus: zestigste verjaardag van het priesterschap van Abbé Pierre in Assisi, Italië. |
| 1999        | Vijftigste verjaardag van Emmaus en de ontmoeting met George Legay, die het eerste lid van een Emmaus-communauteit werd. September: negende wereldvergadering van Emmaus Internationaal in Orléans, Frankrijk. |
| 2001        | Door president Jacques Chirac onderscheiden tot grootofficier in het Legioen van Eer. |
| 2003        | November: tiende wereldvergadering van Emmaus Internationaal in Ouagadougou, Burkina Faso. |
| 2004        | Januari: Abbé Pierre vraagt om niet langer meer te worden opgenomen in de lijst met meest populaire mensen in Frankrijk. Februari: vijftigste verjaardag van “Oproep om goed te doen”, waarbij Abbé Pierre iedereen oproept om op eigen manier en niveau iets te doen om extreme armoede en haar oorzaken te bestrijden. Juli: ontvangst van de hoogste Franse onderscheiding: het grootkruis in de orde van het Légion d’Honneur. Jacques Chirac, de Franse president, reikt de onderscheiding uit, met de woorden: “Deze prestigieuze onderscheiding, de hoogste die in Frankrijk kan worden gegeven, bekroont uw gevecht tegen uitsluiting, ellende en onrechtvaardigheid. Dit beloont een bijzondere man, een boegbeeld die zijn leven heeft gewijd aan de verdediging van de rechten en de waardigheid van het menselijk individu. Het beloont de buitengewone diensten die u heeft geboden aan ons land, en uw acties dragen bij aan de uitstraling van ons land”. Oktober: reis naar Algerije voor de stichting Abbé Pierre, om 85 huizen die bestand zijn tegen aardbevingen in te wijden. Dit na de aardbeving in het noordoosten van Algerije in 2003. |
| 2005        | Naar aanleiding van de crisis in de Franse voorsteden, roept Abbé Pierre op “de eer van ons land” hoog te houden en veroordeelt hij de lokale autoriteiten die weigeren sociale woningen te bouwen. Oktober: neemt deel aan de Europese dagen tegen moderne slavernij in Florence, Italië. |
| 2006        | Vraagt opnieuw aandacht bij het Franse parlement voor het probleem van de huisvesting. In een brief aan President Chirac veroordeelt hij de uitzetting van krakers in Frankrijk. Oktober: tijdens een bijeenkomst van Emmaus Internationaal over het recht op toegang tot drinkwater voor iedereen, houdt Abbé Pierre een toespraak, die eindigt met de woorden: Continuons, continuez!, Wij gaan door, gaan jullie door! |
| 2007        | 22 januari: Abbé Pierre overlijdt in het ziekenhuis van Val de Grâce in Parijs, op de leeftijd van 94 jaar. Er wordt een nationale eredienst gehouden in de Notre-Dame in Parijs. Hij wordt begraven op het kerkhof van Esteville, Frankrijk. |
| 2012        | Een nationale munt is geslagen ter ere van L'Abbe Pierre. |

## Websites
- Emmaus in Nederland
- NU.nl. Franse priester Abbé Pierre (94) overleden, 22 januari 2007. Gearchiveerd
- Fondation Abbé Pierre
- Emmaus International

- Bibsys: 90796375
- Biblioteca Nacional de España: XX1109946
- Bibliothèque nationale de France: cb11885559k (data)
- Catàleg d'autoritats de noms i títols de Catalunya: 981058581064106706
- CiNii: DA09151683
- Gemeinsame Normdatei: 118542745
- International Standard Name Identifier: 0000 0001 2148 3257
- Library of Congress Control Number: n85148666
- MusicBrainz: 287ebdf9-9fc9-4b52-a96a-d3cbe2716c1e
- Bibliotheek van het Japanse parlement: 00515539
- Nationale Bibliotheek van Tsjechië: jn20011211164
- Nationale Bibliotheek van Polen: a0000001180897
- Nationale en Universitaire bibliotheek Zagreb: 000104503
- Nederlandse Thesaurus van Auteursnamen: 071063293
- RKD-Nederlands Instituut voor Kunstgeschiedenis: 396525
- Istituto Centrale per il Catalogo Unico: CFIV033163
- LIBRIS: 83851
- Système universitaire de documentation: 026647796
- Virtual International Authority File: 114404636
- WorldCat: E39PBJd3KbjJtKrt9cgjQR384q